# Cupiennius chiapanensis
Cupiennius chiapanensis là một loài nhện trong họ Ctenidae.
Loài này thuộc chi Cupiennius. Cupiennius chiapanensis được miêu tả năm 2006 bởi Medina.